# ハシドラッグ
株式会社ハシドラッグは、福島県福島市に本社を置くドラッグストアチェーンの運営会社。
福島市をはじめとした福島県県北地方を中心に店舗展開をしており、同地方に出店しているドラッグストアの中で唯一の地元資本の企業である。

## 沿革
- 1965年 - 福島駅駅ビル内に「橋ドラッグストア」として開業
- 1988年 - 福島ルミネ（現エスパル福島店）に移転すると同時に、屋号を「ハシドラッグ」に変更
- 1994年 - 八木田店が開店し、大型ドラッグストアに業態転換
- 2000年 - 初の福島市外店舗である保原店が開店
- 2004年 - 船引店開店により県中地区に初進出
- 2013年 - 安達店開店により二本松市に初進出

## 店舗
- 福島市
  - 北店
  - 信陵店
  - 西店
  - 南福島店
  - 福島中央店
  - 腰浜店
  - 荒井店
  - 八木田店
  - 鳥谷野店
- 伊達市
  - 保原店
  - 伊達箱崎店
- 伊達郡国見町
  - 国見店
- 伊達郡川俣町
  - 川俣店
- 二本松市
  - 安達店
- 田村市
  - 船引店
- 相馬郡飯舘村
  - 飯舘店